# 셔벗

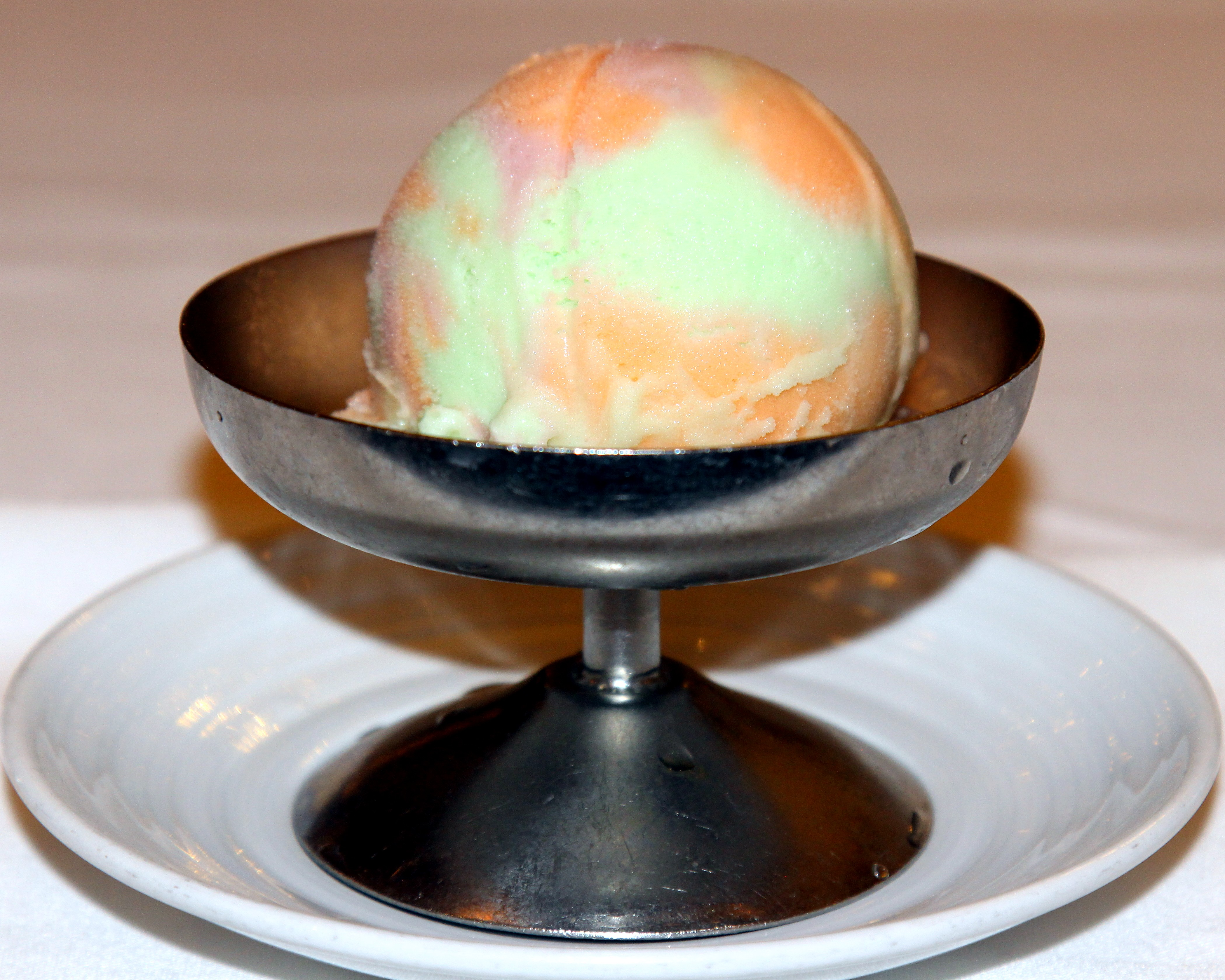
셔벗

셔벗(영어: sherbet)은 과즙에 물, 우유, 크림, 설탕, 달걀 흰자 또는 젤라틴 등을 넣고, 아이스크림 모양으로 얼린 빙과이다.

## 역사
최초의 아이스크림은 셔벗에 가까운 형태를 띠고 있으며, 눈에 과즙과 향료를 섞은 형태를 가지고 있다. 셔벗이란 이름은 중동의 음료인 샤르바트(아랍어: شربات)를 기원으로 보고 있다.

## 재료
오늘날에는 과즙 등을 얼린 것에 우유와 달걀 흰자, 젤라틴 등이 포함된 것도 있으며, 보통 유지방 함유량이 낮고 입자가 굵은 형태는 모두 셔벗이라 칭하곤 한다. 미국에서는 유고형분 1~2% 가량이 함유된 빙과류를 셔벗이라 칭한다.

## 같이 보기
- 프로즌 요거트
- 아이스크림

### 내용주
1. ↑  흔히 ‘샤베트’라고 하지만, 이는 잘못된 표기이다.

### 참조주
1. ↑  Davidson, Alan. The Oxford Companion to Food
2. ↑  “Requirements for Specific Standardized Frozen Desserts”. Accessdata.fda.gov. 2013년 4월 1일. 2014년 8월 9일에 확인함.